# Correctionville
Correctionville ist eine Kleinstadt (mit dem Status „City“) im Woodbury County im US-amerikanischen Bundesstaat Iowa. Im Jahr 2010 hatte Correctionville 821 Einwohner, deren Zahl sich bis 2013 auf 809 verringerte. Das U.S. Census Bureau hat bei der Volkszählung 2020 eine Einwohnerzahl von 766 ermittelt.
Correctionville liegt in der Sioux City Metropolitan Area, die sich von Iowa bis in die benachbarten Staaten South Dakota und Nebraska erstreckt.

## Name
Correctionville wurde nach einer Korrekturlinie bei der Landvermessung benannt, in deren Verlauf heute die 5th Street die Hauptstraße im Stadtzentrum bildet.

## Geografie
Correctionville liegt im Westen Iowas am Big Sioux River, der 56 km östlich am Schnittpunkt der drei Bundesstaaten Iowa, South Dakota und Nebraska in den Missouri mündet. Die Grenze zu Minnesota verläuft rund 120 km nördlich.
Die geografischen Koordinaten von Correctionville sind 42°28′30″ nördlicher Breite und 95°47′08″ westlicher Länge. Das Stadtgebiet erstreckt sich über eine Fläche von 1,48 km² und verteilt sich über die Union, Rock und Kedron Townships.
Nachbarorte von Correctionville sind Washta (13,8 km nordöstlich), Cushing (9,8 km östlich), Anthon (12,9 km südwestlich), Moville (25,6 km westlich), Pierson (14,2 km nordwestlich) und Kingsley (27 km in der gleichen Richtung).
Das Stadtzentrum von Sioux City liegt 53,3 km westlich. Die nächstgelegenen weiteren größeren Städte sind die Twin Cities in Minnesota (Minneapolis und Saint Paul) (419 km nordöstlich), Rochester in Minnesota (419 km ostnordöstlich), Cedar Rapids (373 km östlich), Iowas Hauptstadt Des Moines (264 km südöstlich), Kansas City in Missouri (449 km südsüdöstlich), Nebraskas größte Stadt Omaha (168 km südlich), Nebraskas Hauptstadt Lincoln (241 km südsüdwestlich) und South Dakotas größte Stadt Sioux Falls (191 km nordnordwestlich).

## Verkehr
Der U.S. Highway 20 verläuft in West-Ost-Richtung entlang der nördlichen Stadtgrenze. Durch das Stadtgebiet verläuft in Nord-Süd-Richtung der Iowa State Highway 31. Alle weiteren Straßen sind untergeordnete Landstraßen, teils unbefestigte Fahrwege sowie innerörtliche Verbindungsstraßen.
Mit dem Sioux Gateway Airport in Sioux City befindet sich 58 km westlich der nächste Flughafen.

## Bevölkerung
Nach der Volkszählung im Jahr 2010 lebten in Correctionville 821 Menschen in 331 Haushalten. Die Bevölkerungsdichte betrug 554,7 Einwohner pro Quadratkilometer. In den 331 Haushalten lebten statistisch je 2,36 Personen.
Ethnisch betrachtet setzte sich die Bevölkerung zusammen aus 97,2 Prozent Weißen, 0,2 Prozent Afroamerikanern, 0,6 Prozent amerikanischen Ureinwohnern, 0,9 Prozent Asiaten sowie 0,1 Prozent (eine Person) aus anderen ethnischen Gruppen; 1,0 Prozent stammten von zwei oder mehr Ethnien ab. Unabhängig von der ethnischen Zugehörigkeit waren 2,3 Prozent der Bevölkerung spanischer oder lateinamerikanischer Abstammung.
22,8 Prozent der Bevölkerung waren unter 18 Jahre alt, 54,4 Prozent waren zwischen 18 und 64 und 22,8 Prozent waren 65 Jahre oder älter. 49,0 Prozent der Bevölkerung waren weiblich.
Das mittlere jährliche Einkommen eines Haushalts lag bei 36.779 USD. Das Pro-Kopf-Einkommen betrug 18.551 USD. 23,9 Prozent der Einwohner lebten unterhalb der Armutsgrenze.